# Благовещенка (Приморский край)
Благовещенка — упразднённое село в Пожарском районе Приморского края России. На месте села — территория Лучегорского водохранилища и дачные участки.

## География
Располагалось на реке Контровод в 7 километрах к северо-востоку от районного центра Лучегорска.

## История
Впервые в доступных источниках Благовещенка встречается на карте 1914 года.
Упразднено при строительстве Лучегорского водохранилища.